# Question...? (pjesma Taylor Swift)
"Question...?" je pjesma američke kantautorice Taylor Swift s njenog desetog studijskog albuma, Midnights (2022.). Pjesmu su napisali i producirali Swift i Antonoff. Pjesma ima tekst u kojem narator razmišlja o prekinutoj vezi i suočava bivšeg ljubavnika s nizom retoričkih pitanja. Koristi uzorak Swiftovog singla "Out of the Woods" iz 2016. Pjesmu je objavio Republic Records kao vremenski ograničeno digitalno preuzimanje od albuma Midnights 25. listopada 2022.
U recenzijama Midnights albuma neki su kritičari odabrali "Question...?" kao vrhunac albuma, hvaleći lirske detalje i produkciju. Pjesma je dosegla broj sedam na US Billboard Hot 100, broj 11 na Billboard Global 200, te unutar prvih 10 na top listama Kanade, Filipina i Singapura.

## Pozadina
Američka kantautorica Taylor Swift najavila je svoj deseti studijski album na dodjeli MTV Video Music Awards 2022. 28. kolovoza 2022. Kasnije je otkrila naziv albuma, Midnights, i naslovnicu albuma na društvenim mrežama, ali popis pjesama nije odmah otkriven.
21. rujna 2022., točno mjesec dana prije izlaska albuma, Swift je na platformi društvenih medija TikTok najavila kratku seriju od trinaest epizoda pod nazivom Midnights Mayhem with Me. Svrha serije je objaviti naslov pjesme svake epizode kotrljanjem lutrijskog kaveza koji sadrži trinaest ping pong loptica označenih brojevima od jedan do trinaest; svaka kuglica predstavlja stazu. 
Naslov pjesme "Question...?", broj sedam, objavljen je u trećoj epizodi 26. rujna. "Question...?" objavljen je ekskluzivno na Swiftovoj službenoj web stranici za vremenski ograničenu ponudu preuzimanja 25. listopada 2022. Instrumentalna verzija objavljena je dva dana kasnije. Na koncertu 20. svibnja 2023. u Foxboroughu, Massachusetts, u sklopu turneje "The Eras Tour", Swift je izvela akustičnu verziju pjesme "Question...?" kao "pjesma iznenađenja" izvan regularne set liste.

## Tekstovi
U stihovima, pripovjedač razmišlja o prekinutoj vezi io tome kako su stvari mogle ispasti drugačije. Pjesma prikazuje pripovjedača kao "dobru djevojku", a bivšeg ljubavnika kao "tužnog dječaka" u velikom gradu. U refrenu, ona želi suočiti bivšeg ljubavnika s nizom pitanja ("Jesi li napustio njezinu kuću usred noći?" "Jesi li poželio da si se više svađao kad je rekla da je previše?" "Želiš li da je još uvijek možeš dirati?"), na koje odgovore već zna. Suptilno se ruga novoj ljubavi svojeg bivšeg ljubavnika: "A što sam to čula, da si još uvijek s njom, to je lijepo/ Sigurna sam da je to prikladno/ I točno." Vulture je opisao pjesmu kao prikladnu za "anksioznu privrženu osobu kojoj je pomalo ugodno sa svojim partnerom".

## Zasluge
- Taylor Swift – vokal, tekstopisac, producent
- Jack Antonoff – tekstopisac, producent, programiranje, udaraljke, Juno 6, Mellotron, prateći vokali, snimanje, pljesak publike
- Dominik Rivinius – bubnjevi
- Evan Smith – bubnjevi * Sean Hutchinson – bubnjevi, udaraljke
- Rachel Antonoff – pljesak publike
- Austin Swift – pljesak publike
- Dylan O'Brien – pljesak publike
- Megan Searl – pomoćnica inženjera
- John Sher – pomoćni inženjer
- John Rooney – pomoćni inženjer
- Serban Ghenea – miks inženjer
- Bryce Bordone – pomoćni inženjer miksa
- Randy Merrill – master inženjer
- Laura Sisk – snimanje
- David Hart – snimanje
- Ken Lewis – snimanje

## Ljestvice
| Ljestvice              | Najviša pozicija |
| ---------------------- | ---------------- |
| Australija             | 11               |
| Češka                  | 40               |
| Filipini               | 7                |
| Francuska              | 139              |
| Island                 | 20               |
| Kanada                 | 10               |
| Litva                  | 36               |
| Malezija               | 14               |
| Portugal               | 21               |
| Singapur               | 7                |
| SAD                    | 7                |
| Slovačka               | 46               |
| Španjolska             | 62               |
| Švedska                | 42               |
| Švicarska              | 44               |
| Ujedinjeno Kraljevstvo | 12               |
| Vijetnam               | 15               |